# Sleep Without Dreams
Sleep Without Dreams é o álbum de estreia do cantor Loyd Boldman, lançado em 1988.
Em 2018, Sleep Without Dreams foi remasterizado e relançado em CD e Download Digital pela Retroactive Records.

## Faixas

### Lado A
1. "Wall of Sound" - 2:22
2. "Emotional Shorthand" - 4:20
3. "Meaningless Words" - 2:56
4. "Sleep Without Dreams" - 03:09
5. "Red Balloon" - 2:56
6. "Emperor's Clothes" - 2:01

### Lado B
1. "I Have the Love" - 3:55
2. "As Much as I Need You" - 3:34
3. "Names in Lights" - 2:33
4. "Shiny Shoes" - 2:52
5. "Maximum Poverty" - 3:38
6. "Island of the Innocent" - 1:21